# Tín ngưỡng thờ động vật ở Việt Nam
Việt Nam là quốc gia thịnh hành tục thờ cúng động vật xuất phát từ tín ngưỡng sùng bái tự nhiên. Tín ngưỡng thờ linh thú trong các đình, đền, miếu là một trong những nét đẹp mang tính nhân văn của người Việt có mặt ở mọi nơi trên lãnh thổ. Người dân duy trì nét tín ngưỡng đó như một sản phẩm tinh thần có giá trị lịch sử văn hóa đặc sắc, gắn liền với sức sống và sự phát triển của một vùng đất, kết tinh từ quá trình định cư và cộng cư, thể hiện lòng biết ơn, sùng bái của cộng đồng cư dân trước thiên nhiên đi kèm theo đó là tục thờ các linh thú để có được sự an tâm trong cuộc sống buổi đầu đến đây khơi dựng cơ nghiệp.

## Tổng quan
Trong tiến trình lịch sử Việt Nam, linh vật được người Việt trân trọng và xuất hiện ở những nơi tôn nghiêm. Từ thời vua Hùng, những hình ảnh biểu trưng cho sức mạnh, sự kiêu hãnh được người Việt cổ thờ tự và điêu khắc trên nhiều vật dụng trang trí, đồ thờ cúng như chim hạc, rồng, phụng, rùa, voi, hổ, rắn, cá sấu. Nối tiếp tiến trình dựng nước, những con vật gần gũi với đời sống thường nhật một lần nữa được "nhân hoá" thành những linh vật, biểu tượng linh thiêng được người dân trân trọng, tôn thờ.
Người Việt có hệ thống thờ các loài động vật đa dạng phong phú, từ việc thờ những động vật có sức mạnh như thờ hổ, thờ voi, thờ ngựa, thờ cá Ông cho đến những động vật bình thường như cá, cóc, vẹt. Họ còn sử dụng hình ảnh các loài vật khác như hổ, ngựa, hạc, cá, cóc để làm biểu tượng như: tượng hổ trong lăng Trần Thủ Độ ở Thái Bình hay hình tượng hổ trên các bức bình phong trong khuôn viên các đền miếu ở Quảng Nam; hình tượng ngựa trong các lăng tẩm các vua ở Huế, hình tượng cá trên bình phong trước đền Trần ở Nam Định, hình tượng chim hạc và cóc trên trống đồng Đông Sơn. Bên cạnh đó họ còn cải biến tính chất của các linh thú du nhập trong quan niệm của người Việt.
Truyền thông từng xôn xao về việc người dân rạp thờ "rắn thần", nhưng thực chất là rắn nước ở xã Quảng Văn, Ba Đồn, tỉnh Quảng Bình, dù được tuyên truyền giải thích và giải tỏa rạp thờ nhưng nhiều người lại chống đối quyết liệt, duy trì bằng được việc khấn vái rắn nước. Ở một nơi khác, dư luận còn được biết đến câu chuyện ở xã Hiến Sơn, Đô Lương, Nghệ An, người dân tụ tập kéo đến cúng vái một con "cá thần" chỉ vì cá bơi lòng vòng do bị chích điện. Đây là kết quả của một chuỗi quá trình phát triển tâm linh, nhưng mà sự phát triển tâm linh đã đi đến mức người ta u mê, mê tín mà tôn cả rắn, cá, hòn đá thành thần Trong tác phẩm Tổng tập tiểu thuyết chữ Hán Việt Nam có nói về thói này: "Than ôi! Cái tục thờ bái ma quỷ, cả nước như điên, như cuồng"; "Thậm chí ngay cả muỗi, rắn, nhện, ốc, hổ, xương trâu, cũng đều cho rằng có thể gieo họa phúc cho người ta. Chính tập tục ngu muội đó đã làm cho người ta hoảng sợ, do vậy mà phải lập đền miếu để quanh năm thờ cúng".

## Bò sát

### Cá sấu
Cuộc sống của người dân Việt Nam gắn liền với vùng sông nước nên từ xa xưa họ đã tôn sùng cá sấu là loài vật đại diện cho sự trù phú và sức mạnh, nguyên nhân một phần do cá sấu phổ biến và thường làm hại các cư dân quanh sông hay vồ táp những người lội sông, tắm sông. hình con cá sấu là môtíp trang trí khá phổ biến trên các đồ đồng Đông Sơn. Người Việt ở miền Tây Nam Bộ cũng theo tín ngưỡng thờ cá sấu và họ cá sấu như một biến thể của thần sông, người Việt xưa rất sợ cá sấu nên thường thờ đầu cá sấu bên sông.
Tại Cần Thơ còn một ngôi chùa cổ kính mang tên là chùa Ông Vàm Đầu Sấu. Từ sông Cái Lớn vào đến ngã Ba Tàu có ngôi miếu thờ thần Cá Sấu, người dân tròng vùng tôn kính và phong làm thần Sông. Ở Hải Phòng có trang trại nuôi cá sấu lớn nhất miền Bắc đã lập một cái đền trang trọng, để thờ cá sấu (cá sấu Xiêm). Tục thờ cá sấu được xem là tín ngưỡng cổ xưa của người Khmer, cá sấu được xem như một ác thần cai quản một phần sông nước. Người Khơ me Nam Bộ tôn thờ cá sấu, hình cá sấu được vẽ trên những lá cờ trắng treo trong chùa, hoặc thầy cúng cầm trong đám đưa tang.

### Rắn
Ở Việt Nam, rắn cùng với hổ là một hình tượng phổ biến và có sức ám ảnh mạnh mẽ, phổ biến nhất của người Việt ở đồng bằng sông Hồng và Tây Nam Bộ. Tục thờ rắn như thủy thần không chỉ phổ biến ở đồng bằng Bắc Bộ mà còn có ở miền Trung, Tây Nguyên và cả miền Nam. Đây là một trong những tín ngưỡng nguyên thủy của người Việt cổ, xuất phát từ môi trường tự nhiên gắn với điều kiện sông nước, đầm lầy, hình tượng rắn đã được đồng hóa với nước, thủy thần gắn với tục thờ các vị thần tự nhiên, nhiều nơi không chỉ thờ rắn với tư cách là thủy thần, mà còn xem rắn là vật tổ.

### Rùa
Theo truyền thuyết, rùa đã có nhiều thành tích trong việc dựng nước và giữ nước, như truyền thuyết Thần rùa Kim Quy giúp An Dương Vương làm nỏ thần đánh Triệu Đà và xây dựng thành Cổ Loa hay chuyện rùa thần đã giúp Lê Lợi đánh thắng quân Minh. Cho đến nay cá thể rùa Hồ Gươm còn được cả nước kính cẩn gọi bằng "cụ" vì rùa Hồ Gươm vốn gắn với truyền thuyết trả kiếm báu của vua Lê Lợi. Hồ Gươm và rùa đã thành những thứ linh thiêng, là hồn cốt của đất nước, nên việc gọi rùa Hồ Gươm bằng "cụ" được sự hưởng ứng, nhiều người coi "cụ" rùa Hồ Gươm là thánh thần.
Tại làng Nhân Mỹ, xã Thiệu Công, huyện Thiệu Hóa, Thanh Hóa có đền thờ vị "thần rùa" được thờ cúng. Hằng năm, mỗi dịp ngày rằm hay lễ Tết, mọi người dân đều đến thắp hương khấn vái thường xuyên, nơi "cụ rùa" nằm lúc nào cũng khói hương nghi ngút, "cụ rùa đá" đã trở thành vị Thần hoàng làng. Rùa đá quay đầu về hướng của nhà nào, nhà ấy gặp tử nạn do "cụ rùa đá" báo oán nên quyết định thờ tự và suy tôn là "thần rùa", ai có hành động phỉ báng, xúc phạm đến nơi cụ nằm thì sẽ gặp xui, nhưng đó chỉ là lời đồn của những người mê tín dị đoan hay những người yếu bóng vía, hay đi lễ rồi thêu dệt lên những câu chuyện hoang đường cứ thế lưu truyền.
Tin đồn "rùa thần" hiển linh tại xã Xuân Yên, huyện Nghi Xuân, Hà Tĩnh, trên lưng con rùa xuất hiện dòng "chữ" lạ trên lưng khiến cho người dân cho rằng đó là thần rùa hiển linh. Họ cho rằng "rùa thần" xuất hiện báo hiệu một điều may mắn nên đã thả nó. Người dân ở đây còn cho rằng, con rùa là thần linh hiện thân để về ngôi đền Cá Ông, có thể là "rùa thần" hiển linh bởi nó xuất hiện vào thời điểm trùng hợp, có thể con rùa là hiển linh của thần trong ngôi đền theo nguyện ước của dân chúng về xem xét việc làm ăn.
Ở làng Trà Liên xã Triệu Giang, huyện Triệu Phong, Quảng Trị, khi khai quật mộ phát hiện một con rùa đá khổng lồ ở dưới, con rùa đá chỉ có ba chân, ở trên mai rùa còn có một tấm bia khắc chữ Hán, nó gắn với Giai thoại "rùa thần" báo oán, dân làng phạt vạ Phải sắm sửa lễ cúng tế để tạ lỗi và thỉnh "cụ rùa" về chỗ cũ. Nhiều người còn đồn rằng, vì mạo phạm "rùa thần" mà có gia đình bị thần linh trách tội. Từ khi phát hiện mộ rùa đá, dân làng coi đó như vật thiêng của làng và bảo vệ nghiêm ngặt. Vào mỗi ngày rằm, người dân trong làng có thể đến mộ rùa thắp hương cầu khấn.
Rùa bò vào cổng thành "rùa thần" là trường hợp ở xã Liên Thành, huyện Yên Thành, Nghệ An. Một đêm, có một phụ nữ thấy con rùa lớn đang "nhìn" mình, con rùa được đưa vào nhà và thành "thần rùa" ngay hôm sau. Có hàng trăm người ở trong thôn, xã kéo đến để tận mắt chiêm ngưỡng rùa lạ kì bí. Rùa là một loài vật thuộc hàng tứ linh mà bỗng dưng xuất hiện được người dân tôn sùng có thể dễ hiểu. Người dân xóm Chăm ở Hòa Bình từng thấy con "ba ba" khổng lồ đặt dưới nền đất, nó nặng đến 121 kg, dài 1,53m, rộng tới 0,8m và đồn rằng, đó là linh vật do con vua Thủy Tề hóa thành, rất linh thiêng, nên những người tham gia bắt linh vật đều gặp vận rủi.

## Cá
Tục thờ cá thần còn là biểu hiện của tín ngưỡng lâu đời thờ các vật linh của người Mường địa phương ở Thanh Hóa và Hà Giang cụ thể là đàn cá và thần rắn luôn được tôn trọng, hay Cá thần" ở Bắc Ninh xuất hiện khi người dân Kinh Bắc lại xôn xao về ba "ông cá thần" nằm trong giếng Ngọc nổi tiếng nước trong xanh, ăn ngon, thuộc khuôn viên đền Cùng, ba "ông cá thần" trong giếng này giống như cá chép .

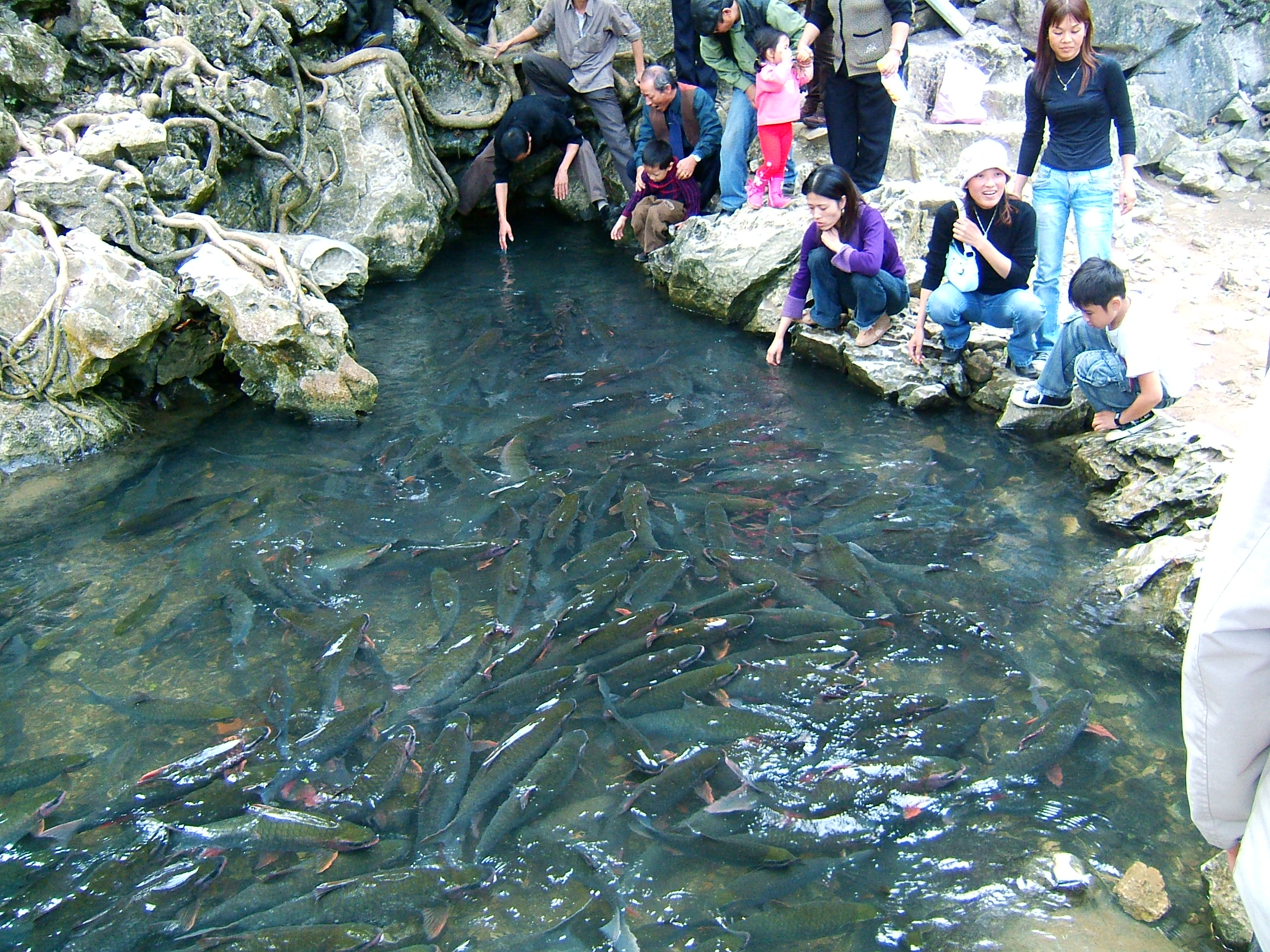
Suối cá thần tại chân núi Trường Sinh thuộc bản Ngọc, xã Cẩm Lương, huyện miền núi Cẩm Thủy, đàn cá luôn bơi hướng về trong hang

Ở miền tây Thanh Hóa hiện có ba hang cá thần nằm hai bên bờ sông Mã gồm Suối Cá thần Cẩm Lương (còn gọi là Mó Ngọc), suối Cá thần Cẩm Liên (còn gọi là Suối Đóng hay Mó Đóng), suối Cá thần tại xã Văn Nho nằm tại bản Chiềng Ban, huyện Bá Thước. Từ khi phát hiện ra Suối cá thần người dân trong bản đã lập ban thờ bên cạnh khu vực hang động nằm cách suối cá 10m để thờ Thần Cá. Những câu chuyện ly kỳ xung quanh suối cá thần là đề tài thu hút khách thập phương. Người dân tin rằng sự sung túc của bầy cá là biểu tượng của sự bình yên, no ấm, và suối cá rất linh thiêng, ai dám bắt và ăn thịt các loại cá trên dòng suối này là xúc phạm đến thần linh gây tai họa cho mình và cả cộng đồng.
Hằng năm, lễ tế thần núi, thần sông, thần cá bên bờ suối được mở từ ngày 8-15 tháng Giêng âm lịch, đông đảo người dân gần xa đến chiêm ngưỡng và cầu may, họ tổ chức lễ hội Rước cá Thần (còn gọi là lễ hội khai Hạ), một lễ hội truyền thống của người Mường xứ Thanh cầu cho mưa thuận gió hòa, mọi người khỏe mạnh, mùa màng tươi tốt. Hàng năm, có rất đông du khách đến hội để được tận mắt chứng kiến suối cá thần. Có câu chuyện đồn rằng có một đôi thanh vì tò mò họ đã dùng đá đập chết một con cá, trên đường quay trở về đã gặp tai nạn chết. Những người dân trong bản đều tin rằng nếu ai trêu đùa, làm hại cá thần hay làm bẩn nước, nhẹ sẽ bị ốm, còn nặng sẽ bị mất mạng và người dân trong bản luôn xem loài cá này là thần và không dám ăn cá.
Khu vực suối cá từng là nơi đóng quân của thực dân Pháp. Lính Pháp không những không đánh bắt cá ăn mà còn chăm sóc, lập bàn thờ chúng, lính Pháp lại không đánh bắt cá ở suối cá này, ngược lại, họ còn đối đãi và chăm sóc cho cá. Họ còn lập bàn thờ trong một hang động nằm phía trên suối cá khoảng 10 mét để thờ loài động vật này. Câu chuyện về đàn cá thần thứ ba lưu truyền hàng trăm năm ở địa phương, kể lại, trong thời gian đóng quân ở quanh suối cá, một vài lính Pháp tử vong sau khi bắt loài cá này ăn. Từ đó, họ không ăn nữa và đã lập bàn thờ cá. Có chuyện về sự xuất hiện của bà cá chúa to lớn đeo vòng vàng và những câu chuyện rùng rợn về cá thần báo oán. Sự tích đàn cá ở Chiềng Ban có chừng 400 năm trước.
Về các truyền thuyết, có ba truyền thuyết liên quan, người Thái ở Mường Ca Da lý giải cuộc thủy chiến của các Long vương trên dòng sông Mã và cá thần chính là bại binh sau cuộc thủy chiến, chính là hóa thân của đội quân này. Người dân ở đây còn truyền miệng về nguồn gốc của loài cá bắt đầu từ một truyền tích về thần rắn, và hai vợ chồng nuôi rắn Thần, từ đó, suối Ngọc trước cửa đền thờ có đàn cá cả ngàn con ngày đêm về chầu. Một truyền thuyết khác kể về người Mường với con gà trắng, cô gái Mường cố đuổi theo con gà trắng và cả người lẫn gà đều mất hút trong hang động, chỉ thấy từ hang núi đó rất nhiều đàn cá bơi ra, đông nghịt bên suối Mó Đóng. Một tích khác về cá thần hiền lành, thân thiện với người dân Mường, cá quẫy lên đã cày ruộng giúp nên từ đó lập miếu thờ gần suối.
Cá thần ở suối thuộc huyện Bá Thước là giống cá "bỗng" hay "dốc", thường sống nhiều ở các sông Lô, sông Mã. Loài cá này ở Hà Giang người dân nuôi để ăn thịt bình thường. Những con cá thuộc giống "cá thần" ở suối "cá thần" Cẩm Lương được làm thịt, phục vụ rất nhiều những người sành ăn ở Hà Nội, ở Hà Giang, Yên Bái, Hòa Bình, Tuyên Quang thì cá Bỗng được nuôi nhiều và khá đại trà, những con nhỏ họ dùng để ăn, những con to được bán với giá rất đắt chúng là đặc sản ở các vùng núi phía Bắc . Trên vùng Tây Bắc, cá bỗng là đặc sản, người dân nơi đây chỉ mổ thịt cá khi cưới hỏi, giỗ chạp. Ở Hà Giang có những con "cá thần" được dân tộc Tày nuôi làm thức ăn và cúng lễ . Người dân xã Tân Lập, Lục Yên, Yên Bái nuôi cá Bỗng được coi như một đặc sản, đây là loài cá có giá trị kinh tế cao, vào dịp Tết thường có nhiều người đặt hàng mua cá về ăn tết.
Từng có sự kiện một người tại xã Hiến Sơn huyện Đô Lương, Nghệ An sau khi thắp hương tại nhà thờ tổ, trên đường trở về ngang qua bờ kênh thì nhìn thấy một con cá nổi lên rất to xuất hiện trên mương nước, thân mình màu đen, đầu giống cá trắm đen, trọng lượng gần bằng con cá 3 kg, một số người sau đó mang kích điện ra chích cá để bắt song không có kết quả, sau đó họ tổ chức vợt cá song cũng không bắt được mà con cá này sau đó nổi lên, lặn xuống liên tục nhiều ngày tại vị trí cũ, không bơi đi nơi khác mà vẫn quanh quẩn ở một khu vực trong đoạn kênh nước, lúc nổi, lúc lặn khiến người dân cho rằng nó là cá thần, nên thắp hương khấn vái
Hiện tượng lạ này đổi thổi ra chỉ vì con cá này liên tục nổi lên, lặn xuống quanh quẩn ở một khu vực trong kênh nước nên nhiều người dân cho đó là "cá thần" nên không ai dám bắt, sau đó, nhiều người truyền tai nhau "cá lạ" hoặc "cá thần" khiến cả trăm người kéo tới xem, một số người còn mang cả hương, hoa quả tới bờ kênh khấn vái, ném tiền xuống kênh vương vãi, có người mang hương (nhang) ra đốt và hoa quả ra cúng con cá. Sau khi bắt được con cá chép bị nhiều người dân địa phương đồn là "cá thần" thì khi bắt con cá lên thì nó là cá chép, ở mang và đuôi cá có dịch nhờn do trước đó con cá đã trúng kích điện khiến bị thương và không thể bơi đi xa và nguyên nhân khiến con cá thần này "nổi lên rồi chìm xuống" do bị người dân dùng kích điện bắt trước đó làm nó bị thương.

## Chim

### Hạc

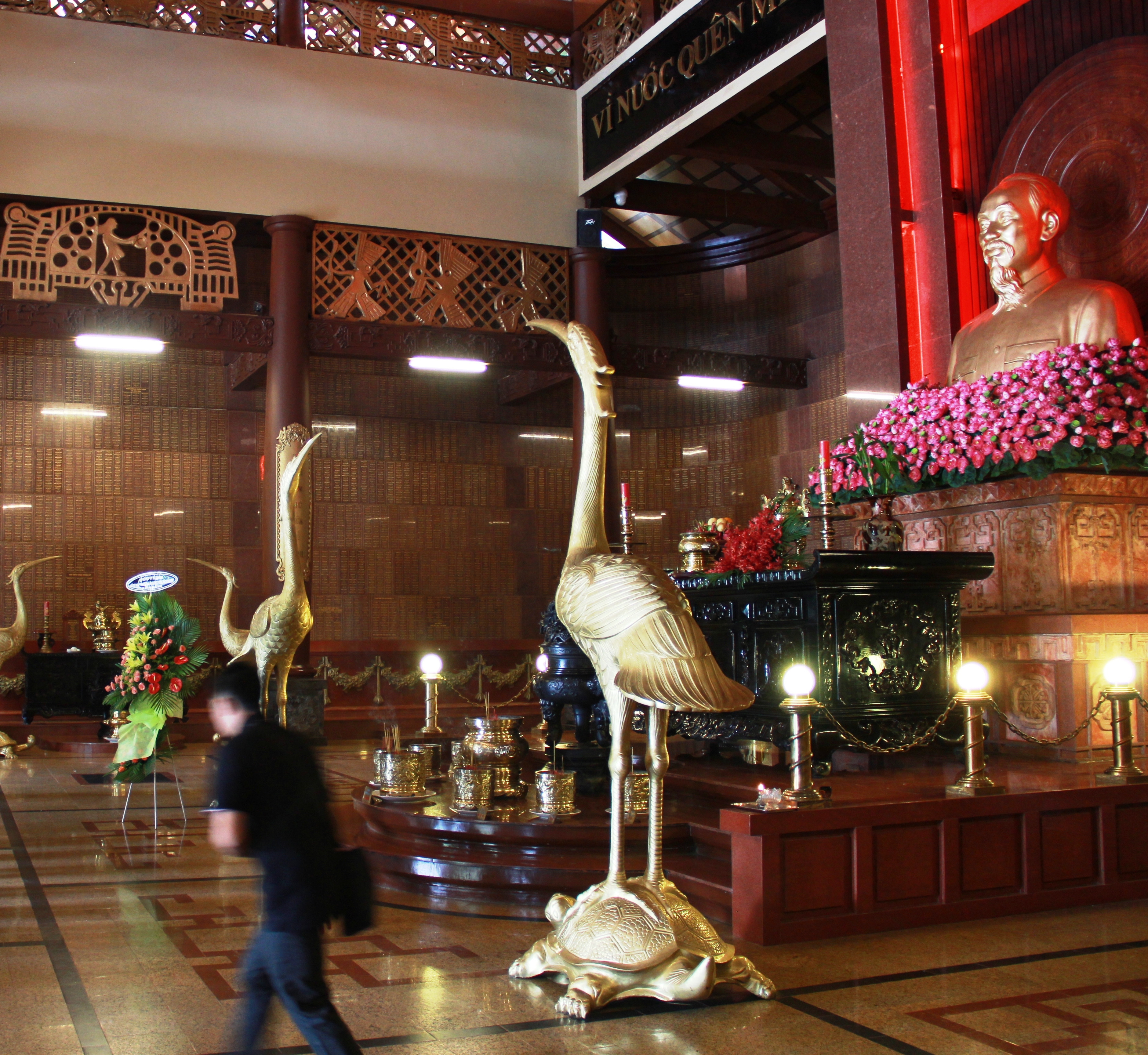
Hình tượng hạc trong gian thờ chính ở Đền Bến Dược, Củ Chi

Hạc xuất hiện nhiều trong các ngồi đình, đền, miếu. Theo truyền thuyết thì hạc là sinh vật có tuổi thọ và là những hình ảnh tượng trưng cho sự thanh cao thoát tục, hình ảnh hạc đứng trên lưng rùa cũng được thấy ở các ngôi đình như đình thần thể hiện khát vọng trường tồn và những ước muốn thanh cao của người dân. Khi đi lễ đình, chùa, hay nhà thờ họ, nhà thờ người ta thường nhìn thấy đôi hạc thờ được sắp đặt trước ban thờ với hai hình ảnh hạc ngậm ngọc minh châu biểu tượng cho sự sang quý, còn hình ảnh hạc ngậm hoa sen thì biểu trưng cho giác ngộ, hạc còn là con vật của đạo giáo.

### Ó
Ở đình làng Nhân Mỹ, phường Mỹ Đình, quận Nam Từ Liêm, Hà Nội có xác một con chim ó (đại bàng đất) được dân làng ướp trong tủ kính và được tôn thờ như một vị thần, chim đại bàng này được người dân trong làng vô cùng yêu quý, gọi chim bằng "ông", cụ ("cụ chim đại bàng" hay "cụ chim ó") họ đặt thi hài "cụ" chim ó sang vị trí khác nằm ở gian bên phải, cách xa chánh điện, không được thắp hương thờ tự ở đây vì không thể xếp cùng hàng với tứ vị bản cảnh thành hoàng. Việc thờ cúng này bắt nguồn khi người dân làng Nhân Mỹ ở Hà Nội thấy một con chim ó không rõ từ nơi nào đến cây đề ở giữa cánh đồng làng trú ngụ, trước lúc chặt cây, người dân địa phương thấy chim ó kêu rền rĩ cả ngày cả đêm, một hôm, khi chim ó đi kiếm ăn về thấy tổ ấm bị chặt phá liền lao đầu vào bức tường chết. Người dân cho rằng, đó là chim thiêng nên đã phát nguyện ướp xác, thuộc da và cho vào tủ kính để mọi người cùng tưởng nhớ. Chuyện chim ó tự tử có thể do người dân làng vì lòng yêu quý chim mà nhân hóa lên hay lời đồn chim đại bàng đất có khả năng dự báo thời tiết, nắng mưa chỉ qua những tiếng kêu.

### Vẹt
Ở Việt Nam vào thế kỉ 16–17, sự xuất hiện biểu tượng vẹt và rùa thay thế (chủ yếu ở vùng Thanh Hóa) cho biểu tượng hạc-rùa, qua đôi Vẹt thờ, gỗ sơn son thếp vàng của triều Mạc thế kỷ 16. Vẹt thờ xuất hiện tự nhiên trong cuộc sống của người Việt phản ánh tâm hồn, ước vọng của người Việt mong muốn cuộc sống an bình mà còn thể hiện tín ngưỡng phồn thực, cầu mong sự sinh sôi nảy nở đối với cư dân nông nghiệp trồng lúa nước được người dân lưu truyền, trân trọng như một nét văn hóa độc đáo tại quê hương. Chim vẹt không chỉ trở thành con vật linh thiêng để thờ mà đã trở thành đề tài trang trí khá phổ biến dưới thời chúa Trịnh, việc nhà Trịnh lấy chim Vẹt làm linh vật bắt nguồn từ truyền thuyết khoảng 500 năm, nhà Trịnh rất tôn thờ chim Vẹt và coi đó là biểu tượng của dòng họ mình.

## Động vật có vú

### Cá nược
Câu chuyện về cá ông, cá bà là câu câu chuyện về những con cá heo đực, cá heo cái (cá heo Irrawaddy hay còn gọi là cá nược) mà người dân hay gặp khi họ hành nghề đánh cá trên sông Mê Kong. người miền Tây thường gọi cá heo Irrawaddy là "ông" nược.  Những người sống nghề "Bà Cậu" (đánh bắt thủy sản) thường thầm vái "Ông Nược" độ để đánh bắt được thật nhiều cá. Từ loài cá "dễ thương" mà ngư dân lại tôn thờ vì sống ở sông, loài "cá thiêng" này thuộc dòng cá voi hay cá ông. Nhiều ngư dân vẫn tin rằng loài cá này có "cốt người", chúng sống rất hiền hòa, và hiểu được tiếng người.
Truyền thuyết bắt nguồn từ những câu chuyện loài cá nược hiểu được tiếng người, ngư dân đi đánh cá gặp nạn được cứu sống hay giúp những ngư dân thu hoạch tôm cá. Từ đó những tên gọi loài "cá thiêng" đã hình thành. Trước đây, loài cá nược thường bơi lội trên sông Tiền và sông Hậu và trên sông Vàm Nao, cá nược khá to, lưng màu nâu đen, bụng màu nhạt hơn, toàn thân trơn nhớt. Những người đi sông, đi biển thường thấy cá nược đực rất to so với cá nược cái. Con cá cái có hai vú lớn mọc dưới vây trước y như vú đàn bà, tức không nằm xuôi theo lườn. Con đực có bộ phận sinh dục giống của đàn ông, ló ra khoảng 5 cm, cá nược thường sống hòa đồng với các loài sinh vật khác và rất hiền, chẳng những không bao giờ làm hại ai mà còn tỏ ra rất thân thiện với người.
Nhiều người Việt rất mến kính, bất luận cá cái hay cá đực đều gọi chung nhất là "Ông Nược"", ngư dân trong vùng sông Hậu luôn xem loài cá này là "cá thiêng" hơn cả con chó, con mèo trong nhà của mình. Với ngư dân người Việt trước đây, cá nược được xem là ân nhân, nên họ không chỉ xem nó như loài cá quý mà ở nhiều nơi miền biển người ta còn hiểu là "nhân ngư", tôn xưng là "thần", lập đền thờ để thờ, gọi Đền Nam Hải tướng quân. Ý thức bảo vệ và đối xử tử tế với "Nhân ngư; Đức Ngư" không chỉ tôn trọng pháp luật, mà còn thể hiện tinh thần đạo lý đối với loài cá có tánh từ thiện này là nét đẹp trong văn hóa đánh bắt của bà con ngư dân, cũng là một tín ngưỡng dân gian Nam Bộ.

### Cá voi

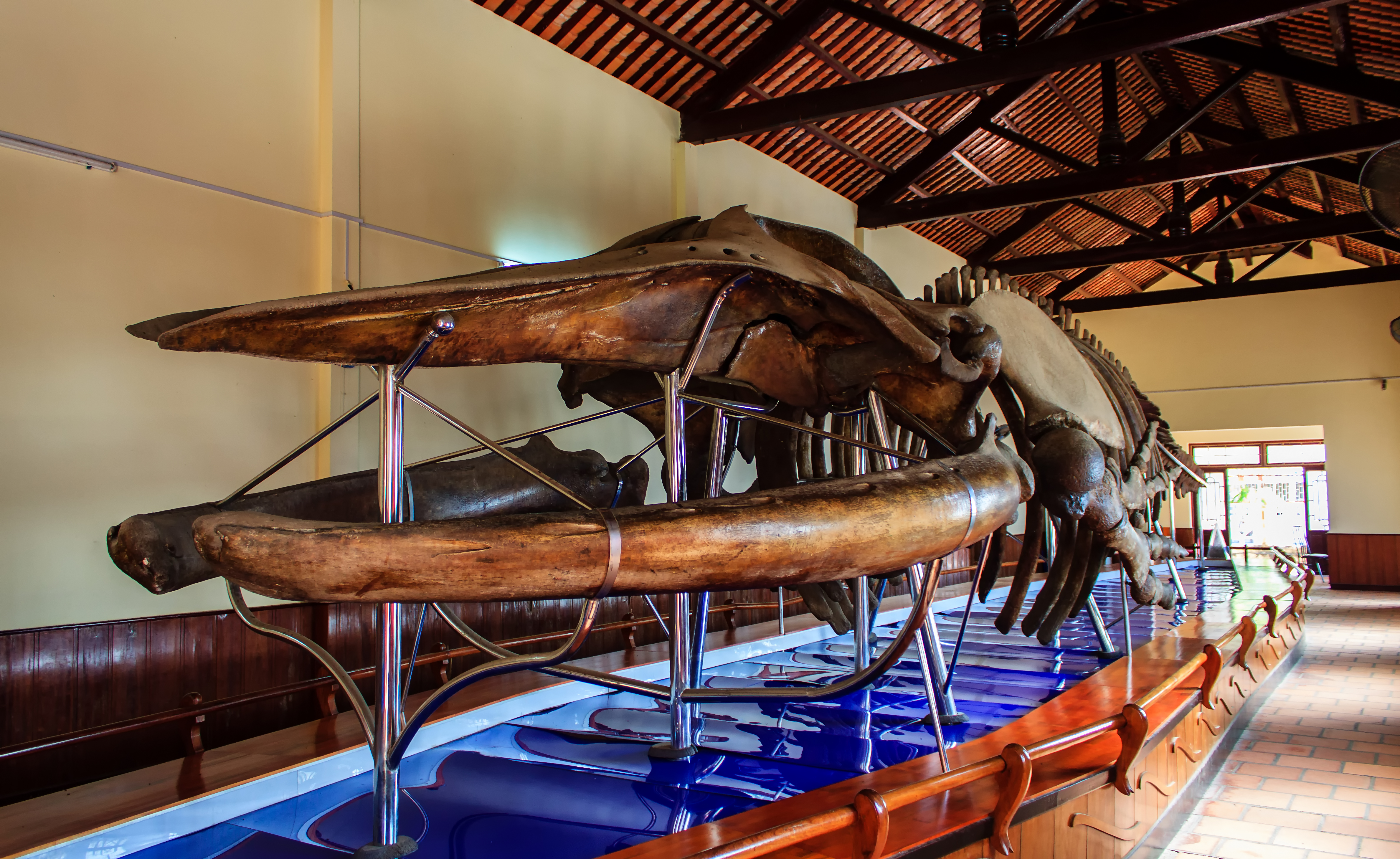
Bộ cốt cá voi ở Vạn Thủy Tú

Đối với những ngư dân hàng ngày lênh đênh trên biển cả, niềm tin về một vị thần linh thiêng, phù hộ, chở che trước sự phẫn nộ của thiên nhiên rất lớn, bởi thế, từ lâu câu chuyện về cá ông (hay còn gọi là cá voi) rẽ sóng cứu ngư dân gặp nạn trên biển lưu truyền từ đời này sang đời khác, được nhiều thế hệ ngư dân tin tưởng, tôn thờ.  Tục thờ cá Ông có nguồn gốc từ lâu đời, gắn liền với ngư dân vùng duyên hải Việt Nam với niềm tin cá Ông mà theo ngư dân chính là thần Nam Hải luôn phù hộ độ trì cho ngư dân đi lại và đánh bắt cá trên biển. Đây là phong tục đẹp của người vùng biển, họ còn tổ chức Lễ hội nghinh Ông như Lễ hội nghinh Ông - Vũng Tàu. Những con thuyền đi biển của người Việt thường vẽ lên hai con mắt trước mui tàu.
Hình tượng con cá voi to lớn chuyên cứu người gặp nạn trên biển được cộng đồng ngư dân xem như cứu tinh và quan niệm khi gặp cá Ông chết và dạt vào bờ, ngư dân nơi đây xem đó là điềm lành, là phúc đến, bởi mảnh đất này được thần cá chọn làm nơi yên nghỉ, những bộ xương khổng lồ của cá ông vẫn được bà con lưu giữ cẩn thận tại miếu (như Vạn Thủy Tú, Nam Ô, Đình thần Thắng Tam, Lăng Ông Nam Hải), mỗi lần có cá Ông dạt vào bờ thì bà con đánh bắt thuận lợi, ra khơi vào lộng an toàn. Tại các cửa biển, trong tâm thức, ngư dân ở đây luôn đặt niềm tin vào một sinh vật khổng lồ vừa "hiền" vừa "thiêng" là loài cá voi, mà họ gọi một cách kính trọng là cá Ông, hoặc Ông lớn. Mỗi khi gặp hoạn nạn sóng to, gió lớn, chìm tàu, ghe, họ cầu cứu cá Ông, họ đã được cá Ông giúp đỡ sau khi cầu cứu nên lập miếu thờ. Mỗi khi xác cá voi trôi dạt vào cửa biển ở đâu thì người dân nơi đó cho là điềm lành, xác cá được chôn cất cẩn thận, được cộng đồng thờ cúng tôn nghiêm.

### Chó
Con chó nhà được thờ cúng ở một số nơi ở Việt Nam với tư cách là hộ môn thú (thần canh cửa), muốn canh giữ phần âm thì phải nuôi chó đá. Tục thờ này khá phổ biến ở các làng, xã nông thôn của Việt Nam, nhiều địa phương người dân vẫn giữ tục chôn chó đá trước cửa, hoặc đặt chó đá trên bệ thờ hay đặt chó đá trước cổng nhà, đền miếu để đuổi ma quỷ. Chó đá trong nhà thường nhỏ, mang dáng vẻ hiền lành, không to lớn như chó đá ở đình, đền, phủ.
Hình thức thờ chó đá khá phổ biến ở nông thôn, các vùng quanh Hà Nội như Đan Phượng, Hà Tây (cũ), Bắc Ninh, Bắc Giang, Hưng Yên, Lạng Sơn có nhiều nơi cũng có tục thờ chó đá như: Chi Lăng, Đồng Mỏ, Khòn Lèng, Thất Khê, Tràng Định, Đồng Đăng, Cao Lộc. Tại chùa Cầu (Hội An, Quảng Nam) hiện còn đôi chó khắc bằng gỗ ngồi chầu. Ngày nay, người Việt một số nơi không chôn chó đá ở trước cửa nhưng vẫn mua chó gốm về để bày trong nhà, vừa xua đuổi tà ma, vừa làm vật trang trí.

### Culi
Người Chơro là tộc người có tục thờ con culi ở vùng đất Mã Đà thuộc địa phận xã Phú Lý, huyện Vĩnh Cửu, tỉnh Đồng Nai có tập tục tôn kính con cù lần (có nơi gọi là con culi hay con vật lười), họ trang trọng gọi nó là con Nhĩ hầu đó là con culi hay cù lần, loài culi được họ xem là loài thú tổ của tộc người mình, không ai dám mạo phạm. Họ xem loài nhĩ hầu là nguồn cội của tộc người mình nên từ nhiều đời qua, người Chơro có những kiêng cữ rất lạ đời liên quan đến loài này. Khi đi rẫy, nếu gặp nhĩ hầu phải bỏ rẫy trở về hôm sau lại ra, không thấy thì làm, thấy thì lại về, họ phải về vì nhĩ hầu là ông tổ, không được phép làm kinh động.

### Hổ
Ở Việt Nam, hổ là hình tượng phổ biến trong đời sống dân gian của người Việt với tục thờ hổ hay thờ thần hổ ở nhiều vùng miền, từ vùng đồng bằng cho đến miền sơn cước, nhất là ở những chốn rừng núi sâu thẳm thì hổ luôn được thờ phụng, nhang khói. Dù ở miền Bắc, miền Trung hay miền Nam đều có tục lệ thờ Thần Hổ như một biểu tượng của con vật dũng mãnh, uy linh tượng trưng cho sức mạnh có khả năng trấn giữ cửa ải ngũ phương và không chỉ người Việt, một số đồng bào dân tộc thiểu số ở Việt Nam cũng có tục thờ hổ.
Hổ hay ông ba mươi là tên gọi đầy uy linh, quyền kính trong những gian thờ như đình, đền, chùa, miếu mạo, miễu, thờ tại tư gia, hổ được coi là con vật linh thiêng (hùm thiêng), nhất là hệ thống miếu thờ ở miền Nam. Cùng với rắn, hổ là một trong hai hình tượng con vật trung tâm trong truyện kể dân gian một số dân tộc thiểu số miền núi phía Bắc Việt Nam và tương đồng với văn hóa của khu vực Tây Nam Bộ khi các câu chuyện của nhân dân địa liên quan đến hai lớp tín ngưỡng thờ Hổ và tín ngưỡng thờ Rắn. Hổ gợi nhắc về vị thần núi về chúa sơn lâm thì hình tượng rắn lại gợi nhắc về vị thủy thần là hai vị thần quan trọng bậc nhất trong thần điện của người Việt.
Ở miền Nam Việt Nam, quá trình khai hoang mở cõi, những cư dân đầu tiên vào khai phá vùng đất Nam Bộ phải đối đầu với nhiều khó khăn. Cùng với những con vật như rắn, cá sấu, thì hổ cũng là đối tượng mà những cư dân thời ấy phải dè chừng, đối phó, chinh phục, vì thế, ở các đình miếu ngày nay vẫn lưu truyền nhiều giai thoại về hổ, người ta khiếp sợ và tôn thờ hổ, gọi hổ bằng từ ngữ tôn kính "ông Hổ". Tục thờ "ông Hổ" hầu như ở chùa miếu nào cũng có. Theo quan niệm, hổ tượng trưng cho sức mạnh được người dân tôn kính với mong muốn cầu bình an và được bảo vệ, che chở. Sự thể hiện trong những ngôi miếu có lịch sử hình thành gần trăm năm, hình tượng "ông Hổ" tại miếu, thể hiện qua bức phù điêu được vẽ lên các gian thờ. Nổi bật giữa bức tranh là hình một con cọp lông vàng, vằn đen, tư thế khắc hoạ sau một cú nhảy chân trước vừa tiếp đất, gương mặt dữ tợn, răng nhe lởm chởm.

### Khỉ
Do sức ảnh hưởng lớn trong văn hóa dân gian, từ một hình tượng hư cấu xuất hiện trong văn học, Tề Thiên Đại Thánh một nhân vật có nhiều phép thần thông biến hóa, phò trợ Đường Tăng đi thỉnh kinh đã trở thành một đối tượng được thờ phụng trong nhiều đền miếu người Hoa, đặc biệt là ở vùng Phúc Kiến. Trong quá trình di dân, cộng đồng người Phúc Kiến đã mang theo tục thờ Tề Thiên Đại Thánh đến các vùng đất mới, trong đó có Chợ Lớn (Quận 5, Quận 6 thuộc địa bàn Thành phố Hồ Chí Minh ngày nay) và một số địa phương khác ở Việt Nam.
Tục thờ khỉ của cư dân Việt cũng đã tồn tại từ lâu đời, thể hiện dưới hình thức trong một số chùa chiền, vẫn thường thấy tượng khỉ, gọi là Thần Hầu, nhằm xua đuổi những điều xấu. Ở Hội An trước đây vốn là nơi tập trung ở của người Nhật Bản, người ta có đặt thờ Tượng khỉ để trấn yểm thủy quái gọi là Linh hầu (hay Thần Hầu) và Linh khuyển, hai linh vật này được thờ theo tín ngưỡng vật tổ của người Nhật vì muốn khống chế thủy quái Namazu (con Cù/Câu Long).

### Ngựa
Ở Việt Nam, hình ảnh con ngựa được nghệ nhân muốn thành một hình tượng nghệ thuật có tầm vóc ngang hàng với những linh vật khác được tôn thờ. Trong nghi lễ lên đồng ở Bắc Bộ thường có điệu múa nhảy ngựa. Ngựa còn được thờ trong những bức tranh giấy thờ cặp ngựa hồng, ngựa trắng. Ngựa trắng còn được tôn lên làm thần và được thờ ở đền Bạch Mã. Ở miền Nam, ngựa còn được đắp tượng, được hương nhang, cúng bái, và nhiều địa điểm thờ ngựa khác như Chùa Ông hay còn gọi là Chùa Ông Ngựa ở Bình Dương thờ ngựa Xích Thố. Ở Sài Gòn có đình Thông Tây Hội với ba thần ngựa được thờ. Ở vùng Tây Ninh, ngựa thờ trong đền, miếu thờ các vị có công khai phá.
Ở Huế lại phổ biến tục thờ ngựa ở các am, miếu ở Huế, trong số các am miếu phổ biến nhất trong các nhà tư nhân là miếu thờ các cô, cậu, ông Chiêm Thành, ông quận, ở đó họ đều có thờ con ngựa. Tục thờ ngựa có từ rất lâu đời, nhất là ở các am, miếu và đền đài, truyền thống thờ ngựa thần đã có từ lâu đời, nhất là sau năm 1975 phong trào thờ am miếu ở Huế bắt đầu phát triển mạnh. Trong các am miếu vừa có ngựa đá, ngựa giấy và ngựa gỗ, trong đó có hai màu sắc được thờ phổ biến nhất là màu đỏ và màu trắng, và mỗi màu sắc có ý nghĩa đặc biệt đối với một vị thần. Ngựa màu đỏ để thờ cho lục vị tôn ông (quan lớn) ngựa trắng dành cho các cậu ngoại càng (quan nhỏ).

## Lưỡng cư

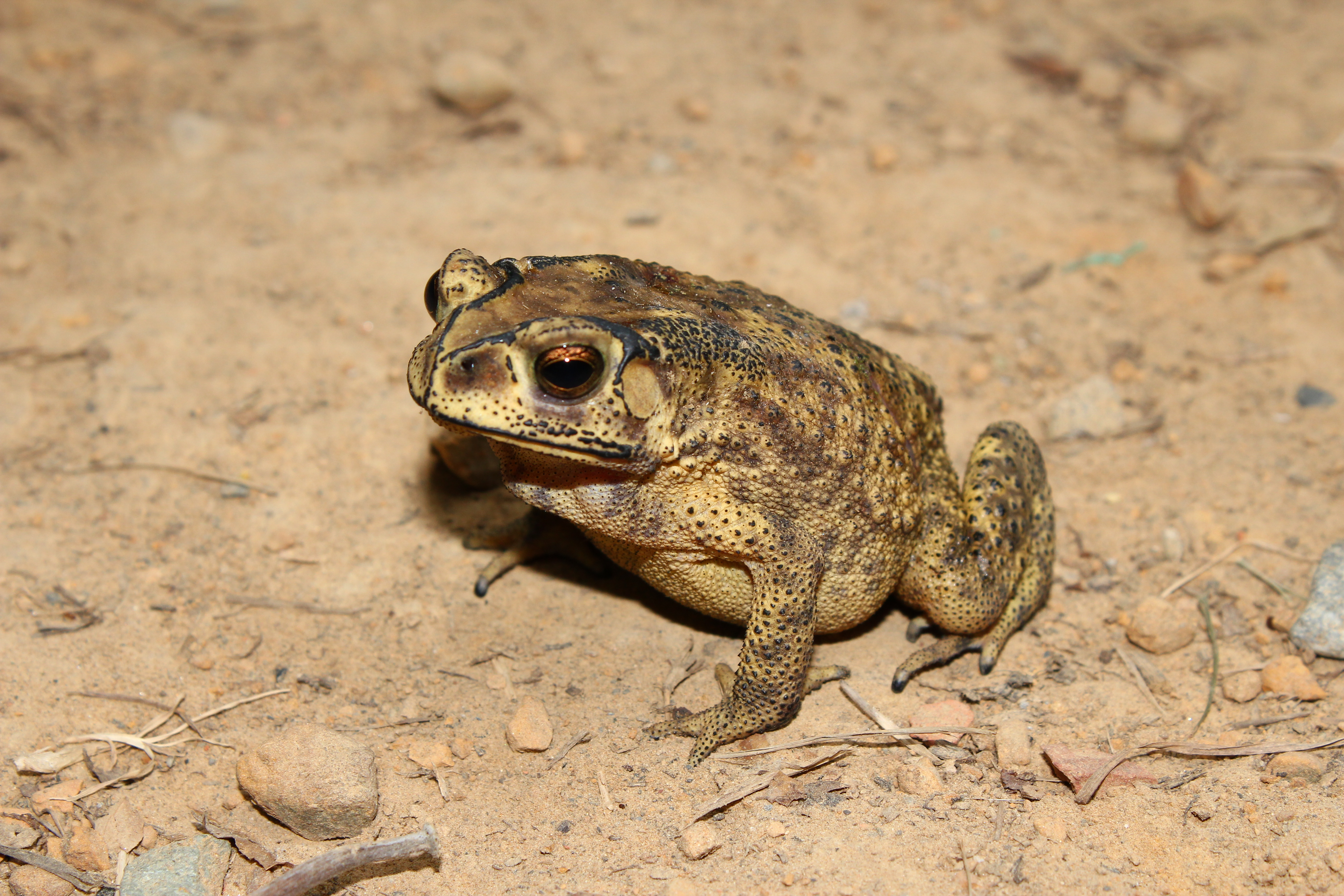
Cóc là động vật được thờ ở Việt Nam

Người Hoa và người Việt có tục thờ con cóc vàng ba chân ngậm tiền gọi là Kim Thiềm để cầu tài lộc, cóc vàng không chỉ là linh vật trang trí mà còn có tác dụng tránh tà, chiêu tài. Khác với người Hoa, người Việt hay trưng bày Cóc vàng phong thủy trên trang thờ Thổ Địa, Thần Tài miệng ngậm đồng tiền cổ quay ra ngoài, tối cho quay đầu vào trong nhà, ban ngày quay đầu ra ngoài để đi kiếm tài lộc, tối quay đầu vào trong nhà để đem tài lộc vào nhà. Người Việt còn coi con cóc là cậu ông Trời, như trong truyện Cóc kiện trời.
Người Mông ở Việt Nam hiện nay còn thờ con cóc do nghe theo đạo Dương Văn Mình (là tín ngưỡng bị chính quyền sở tại coi là tà đạo) tuyên truyền cho người Mông dựng lên Nhà đòn để đồ cúng lễ cho người chết, đồ cúng phải có một cái bàn gỗ, trên đó khắc một con cóc, một con ve sầu, con chim én và một cây thánh giá thay vì thờ cúng tổ tiên như trước đây. Con ve sầu tượng trưng cho cái kèn, con cóc tượng trưng cho cái trống, con chim én tượng trưng cho vật đưa linh hồn người chết lên thiên đường, còn chữ thập bằng gỗ là biểu tượng của Thiên chúa giáo. Tuy nhiên, Nhà đòn không tồn tại trong văn hóa người Mông từ xưa tới nay và những biểu tượng này chưa từng có trong văn hóa người Mông.